# Montfort (Paesi Bassi)

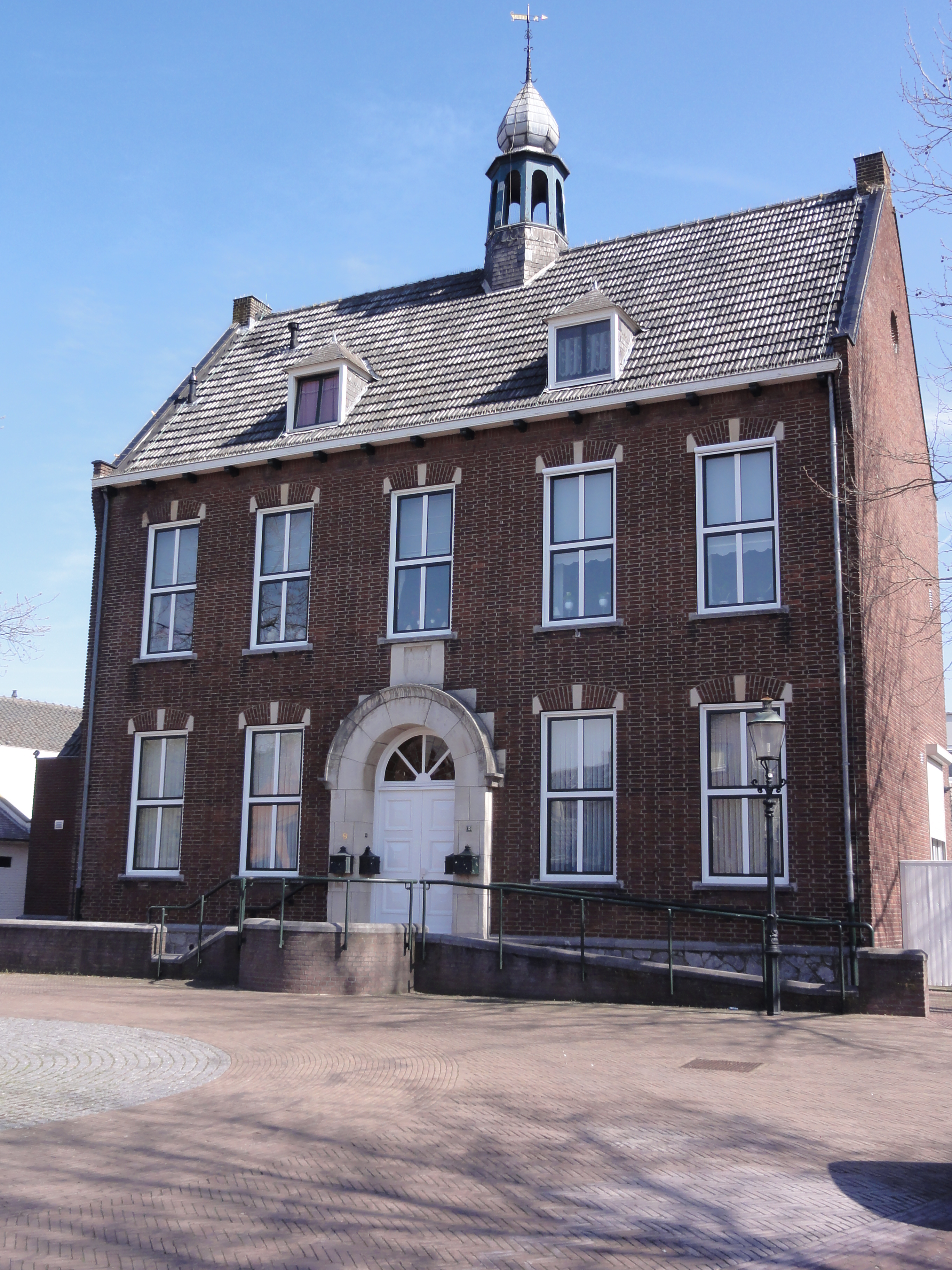
Montfort (Paesi Bassi): l'ex-municipio

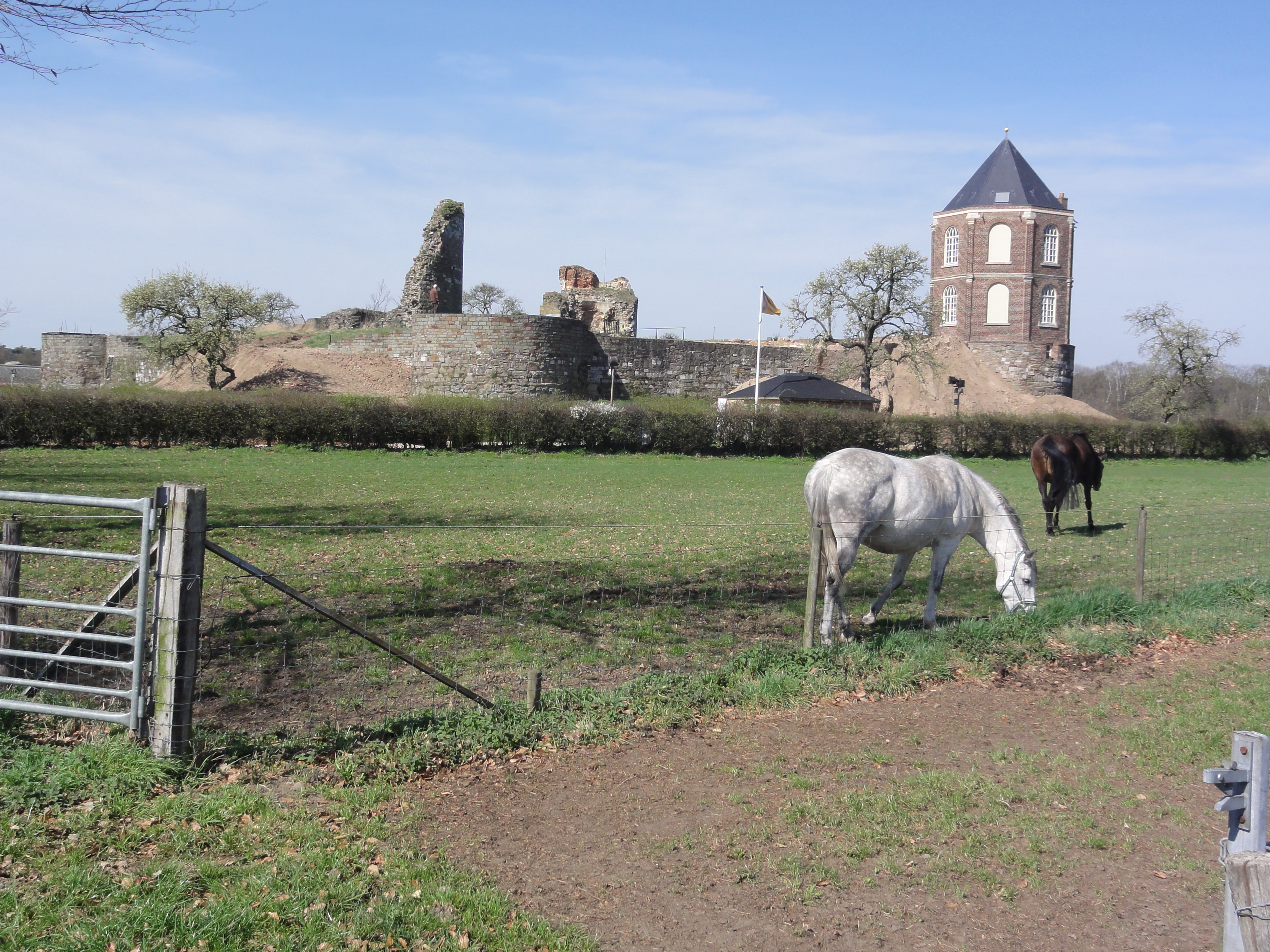
Le rovine del castello di Montfort

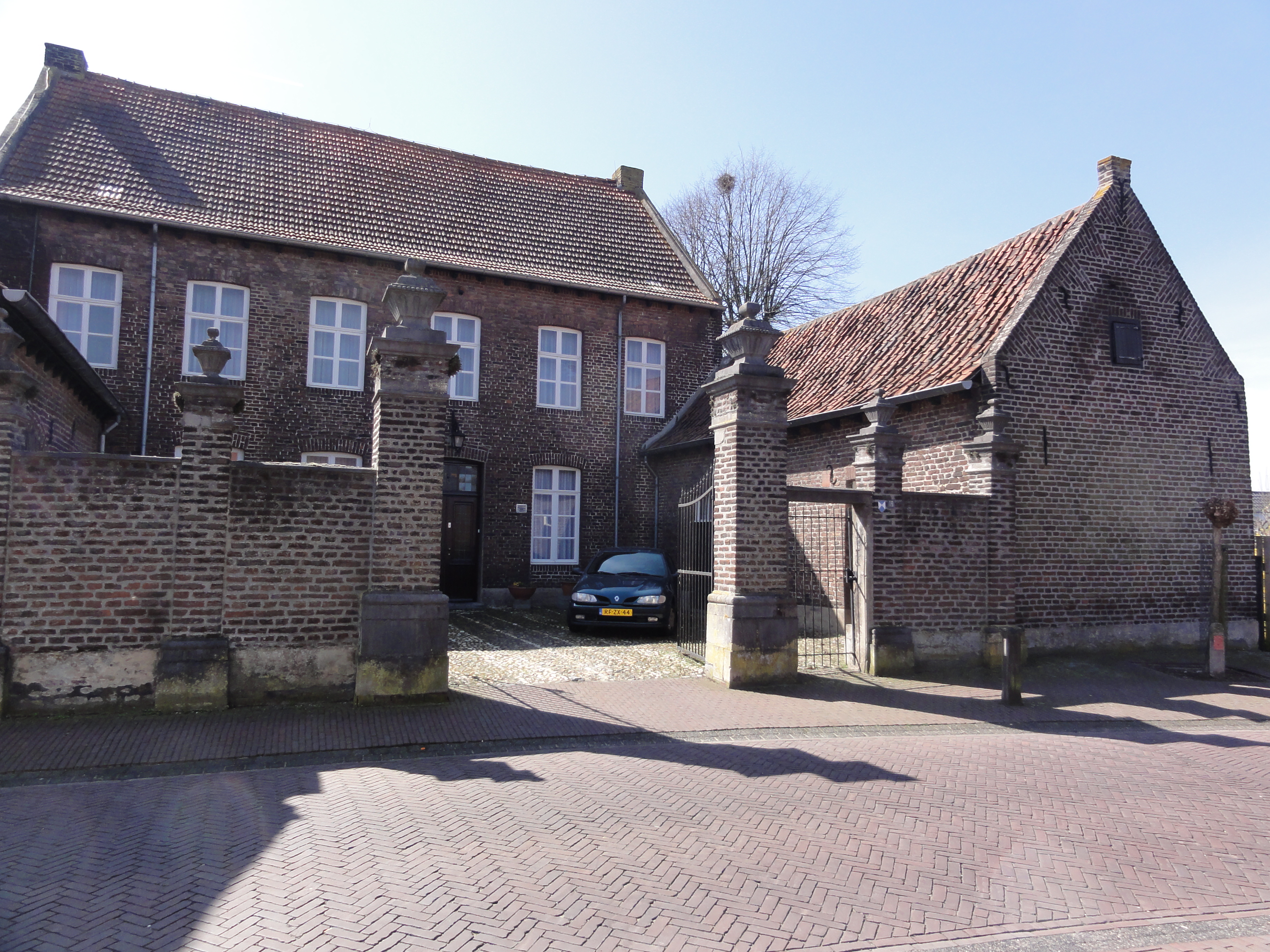
Montfort: la canonica

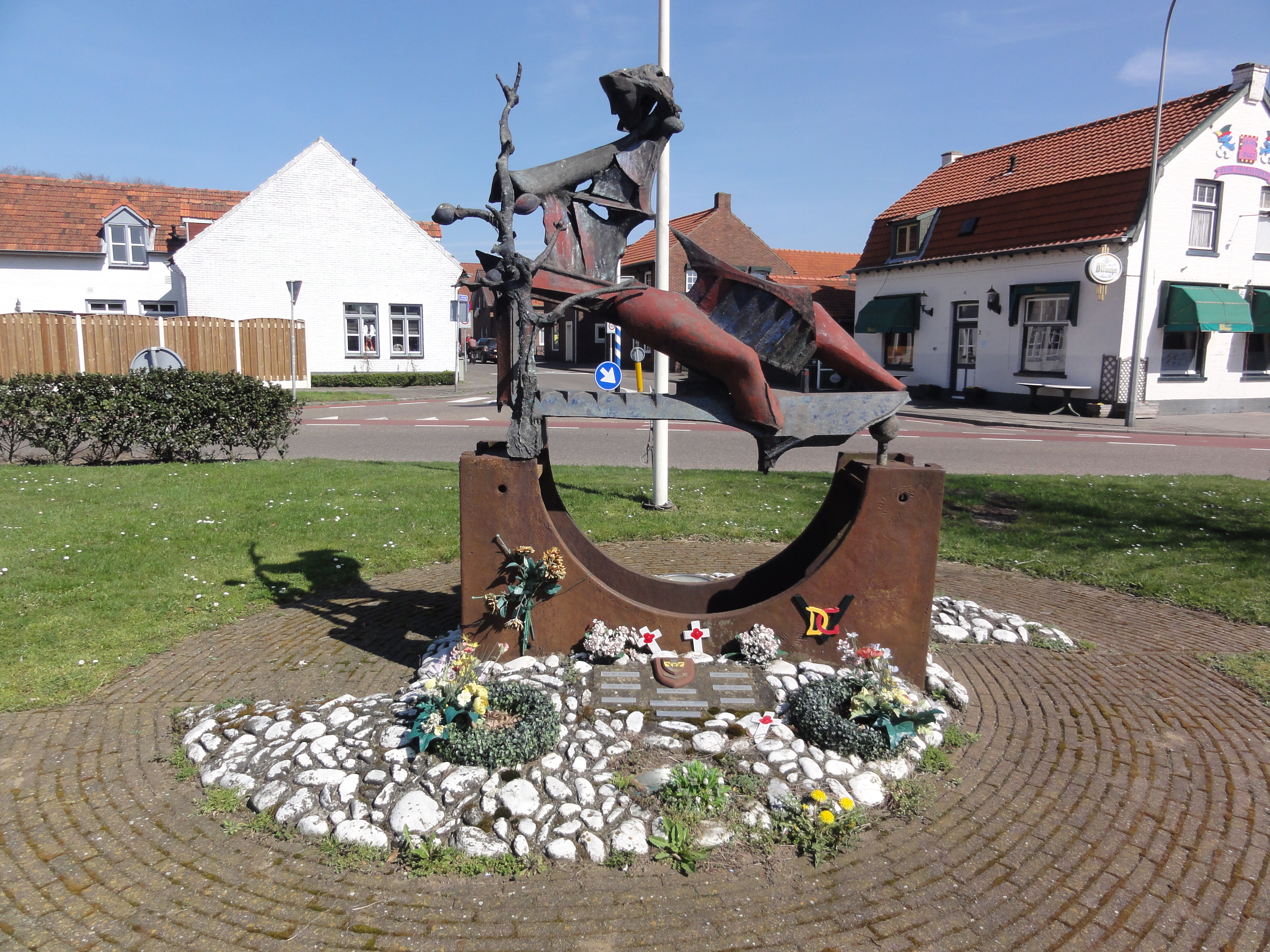
Scultura a Montfort

Montfort (Mofert in limburghese) è un villaggio (dorp) di circa 3 000 abitanti del sud-est dei Paesi Bassi, facente parte della provincia del Limburgo (Limburg) e situato nella regione di Roerstreek. Dal punto di vista amministrativo, si tratta di un ex-comune, dal 1991 inglobato nella municipalità di Ambt Montfort, comune a sua volta accorpato nel 2007 alla municipalità di Roerdalen.

## Geografia fisica
Montfort si trova tra le località di Weert e Sittard (rispettivamente a sud-est della prima e a nord della seconda) e tra le località di Echt e Posterholt (rispettivamente a nord-est della prima e a ovest della seconda), a pochi chilometri a est/sud-est di Maasbracht e a pochi chilometri a ovest di Sint Odiliënberg.
Il villaggio occupa un'area di 12,61 km², di cui 0,01 km² sono costituiti da acqua.

## Origini del nome
Il toponimo Montfort, attestato in questa forma dal 1276 e attestato anche come Montfoirt (1272) e Monforth (1277), deriva da mons fortis e deve il proprio nome al castello realizzato su una collina in loco.

## Storia

### Dalle origini ai giorni nostri
Nel corso del XIII secolo venne realizzata dai signori di Gheldria una fortezza in loco > e nel 1344 una cappella da Adolf van der Mark, vescovo di Liegi.
Nel 1794, le truppe francesi ridussero in macerie la fortezza cittadina.

### Simboli
Nello stemma di Montfort è raffigurato un castello su un monte nei colori dei signori di Gelre.

## Monumenti e luoghi d'interesse
Montfort vanta 3 edifici classificati come rijksmonument e 2 edifici classificati come gemeentelijk monument.

### Architetture religiose

#### Canonica di Montfort
Tra gli edifici di interesse di Montfort, vi è la canonica, situata lungo la Kerkstraat e risalente al 1787.

### Chiesa di Santa Caterina
Lungo la via Aan de Kerk, si trova la nuova chiesa di Santa Caterina, realizzata nel 1967 su progetto degli architetti J.G.C. Franssen e J.F.M.W. van der Pluijm., realizzata al posto di una chiesa preesistente, sempre dedicata a santa Caterina, che era stata realizzata nel 1864 su progetto dell'architetto K. Weber e che fu demolita nel 1963.,

### Architetture militari

#### Castello di Montfort
Principale attrazione di Montfort sono le rovine del castello, realizzato tra il 1250 e il 1267.

### Architetture civili
Lungo la Huysdijk si trova poi una tenuta, il cui edificio principale risale al 1754.

## Società

### Evoluzione demografica
Al censimento del 2022, Montfort contava una popolazione pari a 3 100 unità.
La popolazione al di sotto dei 16 anni era pari a 380 unità, mentre la popolazione dai 65 anni in su era pari a 855 unità.
La località ha conosciuto un lieve decremento demografico rispetto al 2021, quando Montfort contava 3 130 abitanti (dato che era in aumento rispetto al 2020, quando Monfort contava 3 075 abitanti).

## Cultura

### Musei
- Roerdriehoek Museum[9]